# 김창호 (축구인)
김창호(한국 한자: 金昌浩, 1956년 6월 6일 ~ )는 대한민국의 전 축구 선수이며, 포지션은 공격수였다.